# Rabacino
Rabacino (kaszub. Rabacëno lub też Rabacyn, Rabaczëno, Grabaczëno, niem. Gröbenzin) – wieś kaszubska w Polsce na Pojezierzu Bytowskim położona w województwie pomorskim, w powiecie bytowskim, w gminie Studzienice. Na wschód od miejscowości znajduje się jezioro Czarne Dąbrówno. W skład sołectwa Rabacino wchodzi też osada Łubieniec.
W latach 1975–1998 miejscowość administracyjnie należała do województwa słupskiego. Znajdują się tutaj 2 place zabaw oraz sala wiejska Rabacino jest sołectwem liczącym ok. 200 mieszkańców. Znajduje się tam boisko oraz świetlica wiejska. Miejscowość położona jest wśród lasów. Niedaleko Rabacina leży osada Łubieniec, a na wschód od miejscowości znajduje się jezioro Czarne Dąbrówno. Warto wybrać się na wycieczkę rowerową w okolice Rabacina, by podziwiać przepiękne widoki wśród leśnych ostępów. Warto również odwiedzić plac zabaw z siłownia i boiskiem do piłki nożnej oraz siatkowej  